# Flavomeliturgula
Flavomeliturgula is een geslacht van vliesvleugelige insecten uit de familie Andrenidae

## Soorten
- F. berangeriae Patiny, 2002
- F. centaurea (Warncke, 1985)
- F. deserta (Warncke, 1985)
- F. lacrymosa (Popov, 1967)
- F. schwarziana Patiny, 2004
- F. tapana (Warncke, 1985)